# Wipeout (serie)
Wipeout è una serie di simulatori di guida a tema futuristico prodotti da Psygnosis.

## La serie
L'Anti Gravity Racing League è il torneo futuristico in cui i campioni di tutto il mondo gareggiano su immensi circuiti con astronavi anti gravità per il titolo di migliore pilota. Ogni vettura è equipaggiata con ogni genere di arma che viene attivata passando sopra icone colorate presenti sull'asfalto (ogni colore richiama un'arma differente). I circuiti sono sparsi sulla superficie terrestre e sulla Luna. Proprio per l'assenza di attrito le astronavi riescono a raggiungere velocità impressionanti fino a 1500 km/h e naturalmente questo le rende molto difficili da maneggiare. A partire dal secondo episodio (Wipeout 2097), i danni subiti durante le corse vengono riparati in appositi box automatici situati vicino al traguardo tranne dopo l'uscita di Wipeout Pure. Il successo della serie, oltre ad essere dovuto a un incredibile uso della grafica 3D, è anche merito della presenza di colonne sonore di genere "elettronica", composta da brani di band molto popolari (come i Chemical Brothers e i Prodigy).

## Wipeout(1995)
Uscito inizialmente su PlayStation, è stato sviluppato in seguito anche per PC e per Sega Saturn.

## Wipeout 2097/XL(1996)
È stato pubblicato nel 1996 per PlayStation, nel 1997 per Sega Saturn e Microsoft Windows, nel 1999 per Amiga e nel 2002 per Mac OS.

## Wipeout 64(1998)
Formato: Nintendo 64
Realizzato intorno al periodo natalizio del 1998 come esclusiva Nintendo 64, è stato pubblicato da Midway Games ed ha subito raggiunto le vette delle classifiche di vendita Nintendo. Per la prima volta Wipeout è predisposto per il multiplayer contemporaneo di quattro giocatori. I percorsi però, nonostante abbiano nomi diversi, rimangono delle riproduzioni con una grafica più curata di quelli apparsi in Wipeout 2097.

### Tracciati
- Klies Bridge
- Qoron IV
- Sokana
- Dyroness
- Machaon II
- Terafumos
- Velocitar (tracciato nascosto)

### Tracce audio
- PC Music: Chasing Radium
- PC Music: Feel At Home
- PC Music: Monolith Boy
- PC Music: Tomorrow Reborn
- PC Music: Sonic Trip
- PC Music: Miles Ahead
- Fluke: Goodnight Lover
- Fluke: Absurd
- Propellerheads: Bang On!

## Wipeout Fusion(2002)
Formato: Sony PlayStation 2
Nonostante l'utilizzo della grafica avanzata della PlayStation 2 e i tracciati spettacolari che compongono il nuovo torneo (con giri della morte e avvitamenti anti gravità), questo capitolo, atteso per anni, è considerato da molti fan estraneo alla serie. Il sistema di controllo molto semplificato tende a dare l'impressione al giocatore che l'astronave sia ancorata al tracciato da una forza magnetica: risulta impossibile quindi finire fuori dal percorso come nei precedenti capitoli, ad esempio.
Le implementazioni riguardano la gestione di particolari crediti che permettono la modifica graduale delle astronavi. Modificare il mezzo significa renderlo più veloce e maneggevole a discrezione del giocatore. Questo ha portato all'eliminazione delle classi di velocità, come Venom e Rapier.
È stata introdotta poi la modalità Zona in cui il giocatore guida un prototipo di astronave che non ha sistema frenante. Il sistema prevede il raggiungimento di un certo numero di giri completati sul tracciato mentre il mezzo è in continua accelerazione (il giocatore dispone poi di uno scudo limitato che non è possibile ricaricare). Ritorna poi la modalità Sfida in cui il giocatore è chiamato a portare a termine determinate missioni (come distruggere un certo numero di nemici o compiere un giro in un tempo prestabilito).
Il completamento del gioco prevede anche lo sblocco di particolari disegni e illustrazioni preparative del gioco.

### Tracciati
(ogni percorso contiene tre varianti)
- Florion Height
- Mandrashee
- Cubiss Float
- Alca Vexus
- Vohl Square
- Tetmesh Bay
- Katmoda 12

### Tracce audio
- Future Sound Of London: Papua New Guinea (Hybrid Mix)
- Braniac: Neuro
- Blades & Naughty G: Beats Defective
- BT: SmartBomb (Plump DJs Remix)
- Cut La Roc: Bassheads
- JDS: Punk Funk
- Elite Force: Krushyn
- Elite Force & Nick Ryan: Switchback
- Amethyst: Blue Funk
- Utah Saints: Sick
- Plump DJs: Big Groovy Funker
- Humanoid: Stakker Humanoid 2001 (Plump DJs 2001 Retouch)
- Timo Maas: Old School Vibes
- Luke Slater: Bolt Up
- Orbital: Funny Break [One is Enough] (Plump DJs Remix)
- Bob Brazil: Big Ten
- Intuative: Wav Seeker
- Hong Kong Trash: Down The River (Torrential Rapids Mix)
- MKL: Synthaesia

## Wipeout Pure(2005)
Formato: Sony PlayStation Portable
Pubblicato contemporaneamente al lancio americano della console portatile Sony, è diventato immediatamente un best seller. I produttori del gioco hanno espresso la volontà di ritornare ai fasti dei primi episodi di Wipeout sia per quanto riguarda il controllo delle vetture che il design dei tracciati (molto probabilmente anche a causa delle lamentele dei fan per via di Wipeout Fusion su PlayStation 2). La modifica più importante introdotta è senza dubbio l'assenza dei famosi box accanto al traguardo che facevano riguadagnare potenza allo scudo protettivo. Ora il sistema dello scudo è direttamente collegato al livello delle armi.
Wipeout Pure è il primo gioco per PlayStation Portable e permette al giocatore di collegarsi ad Internet per scaricare nuovi contenuti (come tracciati, musica e segreti). Le novità scaricabili sono disponibili con cadenza mensile. Il gioco prevede anche il gioco multiplayer tramite wi-fi.

### Tracciati
- Vineta K
- Modesto Heights
- Chenghou Project
- Blue Ridge
- Sinucit
- Città Nuova
- Sebenco Climb
- Sol 2
- Pro Tozo (modalità Zona)
- Mallavol (modalità Zona)
- Coridon 12 (modalità Zona)
- Syncopia (modalità Zona)
- Karbonis (da Wipeout)
- Sagarmatha (da Wipeout XL / 2097)
- Manor Top (da Wipeout 3)
- Mandrashee (da Wipeout Fusion)

### Tracce audio
- Aphex Twin: Naks Acid
- CoLD SToRAGE: Onyx
- Cosmos: Kinection
- Drumattic Twins: Twister
- Elite Force: Cross the Line
- Freq Nasty: Grand Theft
- Friendly: We Got Juice
- Jay Tripwire: Room 2
- LFO: Flu-Shot
- Ming FS: Hellion
- Paul Hartnoll: Ignition
- Photek: C Note
- Plump DJs: Black Jack 3
- Rennie Pilgrem & Roxiller: Bug
- T Power: The System
- Stanton Warriors: Night Mover
- Tayo Meets Acid Rockers Uptown: Crafty Youth
- Themroc: Mean Red
- Tiësto: Gold Rush

## Wipeout Pulse(2007)
Formato: Sony PlayStation Portable
Più volte rimandato vede la luce nel dicembre 2007 e porta con sé innumerevoli innovazioni.
Il campionato rappresenta la modalità principale del gioco: suddivisa in sedici serie, ognuna di esse comprende, poi, sfide di vario genere, dalla semplici gare singole fino alle prove a tempo. 
Nell'ambito multiplayer, invece, è possibile gareggiare fino a otto giocatori tramite modalità Ad Hoc, via Internet oppure su Rete locale (LAN). 
Tra le nuove aggiunte rispetto al capitolo precedente, emerge il Photo Mode, con cui è possibile creare innumerevoli immagini delle proprie vetture. Nel gioco sono state introdotte due nuove scuderie: la Eg-X (tratta dalla fusione della finlandese Xios con la orientale Eg-R), la makana Goteki 45 e l'acerrima rivale russa della Auricom, Qirex-RD ha "copiato" il progetto della Auricom della lega FX300.
Altra aggiunta: la nuova modalità "Eliminatore" in cui bisogna distruggere un certo numero di navi prestabilite dalla CPU nella modalità "Sfida" o da te stesso nella modalità "Racebox". In più il gioco presenta nel menù il collegamento alla pagina web "www.wipeout-game.com". Inoltre, iscrivendosi al PSN, su possono acquistare quattro pack bonus contenenti ognuno due tracciati nascosti e una nave: Harimau, Auricom, Mirage (una scuderia araba) e la britannica Icaras. 
Nella lega sono state ammesse quattro nuove armi: lo Shuriken (un disco energetico tagliente che rimbalza sui bordi), il cosiddetto "Raggio-sanguisuga" e si può capire perché (cioè assorbe energia da un avversario temporaneamente), il Deflettore (un'arma che provoca un'onda d'urto sonica attorno alla nave che colpisce navi avanti e dietro alla propria con un raggio d'azione il doppio del sisma) e il Cannone Protonico (che spara 30 batterie d'armi; in questo caso 30 proietti laser bombardati di particelle radioattive ricche di protoni, da cui derivano il nome) e, a differenza di Wipeout Pure è stata eliminata la velocità di serie Vector. Rispetto alle gare, durante la loro esecuzione, si guadagneranno i cosiddetti "Punti fedeltà" che, man mano che si guadagnano, sbloccano vari premi offerti dalla scuderia con cui si sta correndo (tanto per la cronaca, il modo miglior di guadagnarli è o correre alla gara "Eliminatore" dal Racebox sul tracciato "Tech de Ra" o White o Black, o sul tracciato "De Konstruct Black"; o nella modalità "Zona" sul tracciato "De Konstruct White".

### Tracciati
Come in ogni altro capitolo della serie, anche qui le piste sono del tutto immaginarie; alcune, però, si trovano in luoghi realmente esistenti, naturalmente rivisti in sfondo futuristico.I circuiti sono in due modalità: la "White" e la "Black". La differenza è che la "Black" è al contrario rispetto alla "White" e, a volte, con qualche variazione del percorso.
- Talon's Junction
- Moa Therma
- Metropia
- Arc Prime
- De Konstruct
- Tech De Ra
- The Amphesium
- Fort Gale
- Basilico
- Platinum Rush
- Vertica
- Outpost 7

### Tracce audio
La colonna sonora è ancora una volta basata su musiche tecno ma, diversamente da quanto accadeva in passato, gli artisti scelti per comporre i brani sono molto più numerosi e vari di prima, garantendo così una maggiore varietà nei suoni.
- Aphex Twin - Fenix Funk 5 (Wipeout Mix)
- Booka Shade - Steady Rush
- B-Phreak - Break Ya Self (Wipeout Remix)
- (Intro) DJ Fresh - X-Project (100% Pure Mix)
- Dopamine - Flat-Out
- Ed Rush, Optical & Matrix - Frontline
- Kraftwerk - Aero Dynamik
- Loco Dice - City Lights
- Mason - Exceeder (Special Mix)
- Mist - Smart Systems
- Move Ya! & Steve Lavers - Chemical
- Noisia - Seven Stitches
- Rennie Pilgrem & Blim - Slingshot
- Shlomi Aber & Guy Gerber - Sea of Sound (Wipeout Mix)
- Stanton Warriors - Tokyo

## Wipeout HD(2008)
Formato: Sony PlayStation 3
In Q2 2008 è stato immesso in commercio Wipeout HD per PlayStation 3 in Europa, Q3 per gli USA. 
Il gioco riprende navi e tracciati da Pure e Pulse, con una resa grafica di 1080p e più dettagli come stendardi olografici dei team.
Il 23 luglio 2009 è stato pubblicato sul playstation network un pacchetto di espansione chiamato Wipeout HD Fury, che ha aggiunto nuovi circuiti e tre modalità: eliminatore, detonatore e battaglia zona. Con Fury è possibile giocare il tracciato Syncopia, che normalmente sarebbe disponibile solo in modalità Zona, in modalità Giro Veloce, questo avviene presumibilmente a causa di un bug nella programmazione del menu di selezione dei circuiti.
Verso la fine del 2010 un aggiornamento automatico del gioco su PS3 permette ora la visualizzazione del gioco in 3D.

## Wipeout 2048(2012)
Formato: Sony PlayStation Vita
Uno dei primi videogiochi usciti per PS Vita. Il gioco sarà il primo capitolo in ordine cronologico della serie poiché narra degli albori delle Corse Anti-Gravità, nel 2048, anche se le navi sembreranno molto più futuristiche e verranno introdotte nuove armi a comando vocale. Si può notare anche che è il primo gioco della serie ad avere una sequenza introduttiva con una canzone non totalmente in stile "Techno" e, soprattutto, cantata.

### Tracciati
I tracciati questa volta avranno luogo soprattutto su piste semi-trasparenti che fluttuano attraverso palazzi e città. Quelli conosciuti sono:
- Empire Climb
- Queen's Mall
- Unity Square
- Capital Reach
- Metro Park
- Rockway Stadium
- Subway
- Downtown
- Sol
- Altima

## Wipeout Omega Collection(2017)
Formato: Sony Playstation 4, Sony PlayStation 4 Pro
Rivelato il 3 dicembre 2016 questo titolo sarà un remaster dei precedenti Wipeout HD Fury e di Wipeout 2048 con migliorie grafiche e un gameplay a 60 frame per secondo con supporto per il 4K Ultra HD. Il gioco sarà disponibile per PlayStation 4 e per PlayStation 4 Pro.

## Curiosità
La saga di Wipeout presenta delle analogie con tematiche di natura storica. Ad esempio, il consorzio europeo Feisar è sfidato, con Icaras, da un membro interno all'Unione Europea, la Gran Bretagna, che è storicamente considerato il paese più "ribelle" (tanto da accettare l'ammissione solo nel 1983), mentre gli acerrimi rivali della squadra americana Auricom sono i Russi Qirex.

## Funzioni segrete
La serie nasconde alcune funzioni, che permettono un miglioramento della prestazione, prima tra tutte è stato l'"avvio turbo", che dal primo Wipeout fino a Wipeout 3: Special Edition si ottiene iniziando ad accelerare dal momento che viene pronunciato 2, in questo modo si ottiene un preciso riempimento della barra di potenza, questo porta ad un avvio molto più veloce, mentre con le versioni successive, questa partenza veloce si ottiene premendo l'acceleratore al momento in cui viene pronunciato "GO".
Altra caratteristica, introdotta da Wipeout Pure e che permette un miglioramento del tempo sul giro è l'avvitamento in aria (premendo destra, sinistra e destra, oppure sinistra, destra e sinistra) che se eseguito in modo corretto durante il salto, permette l'ottenimento di una spinta all'atterraggio, ma con un consumo di parte dello scudo.
Altra funzione introdotta con Pure è lo spostamento laterale, che permette la schivata o spostamento senza modificare la direzione della navicella.